# Héctor Castellanos
Héctor Enrique Castellanos Villatoro (Tela, 28 dicembre 1992) è un calciatore honduregno, centrocampista del Motagua.

## Carriera

### Nazionale
Ha esordito con la nazionale honduregna il 9 giugno 2019, nell'amichevole persa per 7-0 contro il Brasile, sostituendo Luis Garrido al 72º minuto.

## Statistiche

### Cronologia presenze e reti in nazionale
| Cronologia completa delle presenze e delle reti in nazionale ― Honduras | Cronologia completa delle presenze e delle reti in nazionale ― Honduras | Cronologia completa delle presenze e delle reti in nazionale ― Honduras | Cronologia completa delle presenze e delle reti in nazionale ― Honduras | Cronologia completa delle presenze e delle reti in nazionale ― Honduras | Cronologia completa delle presenze e delle reti in nazionale ― Honduras | Cronologia completa delle presenze e delle reti in nazionale ― Honduras | Cronologia completa delle presenze e delle reti in nazionale ― Honduras |
| Data                                                                    | Città                                                                   | In casa                                                                 | Risultato                                                               | Ospiti                                                                  | Competizione                                                            | Reti                                                                    | Note                                                                    |
| ----------------------------------------------------------------------- | ----------------------------------------------------------------------- | ----------------------------------------------------------------------- | ----------------------------------------------------------------------- | ----------------------------------------------------------------------- | ----------------------------------------------------------------------- | ----------------------------------------------------------------------- | ----------------------------------------------------------------------- |
| 9-6-2019                                                                | Porto Alegre                                                            | Brasile                                                                 | 7 – 0                                                                   | Honduras                                                                | Amichevole                                                              | -                                                                       | 72’                                                                     |
| 17-6-2019                                                               | Kingston                                                                | Giamaica                                                                | 3 – 2                                                                   | Honduras                                                                | Gold Cup 2019 - 1º turno                                                | -                                                                       |                                                                         |
| 25-6-2019                                                               | Los Angeles                                                             | El Salvador                                                             | 0 – 4                                                                   | Honduras                                                                | Gold Cup 2019 - 1º turno                                                | -                                                                       | 79’                                                                     |
| 14-11-2019                                                              | Fort-de-France                                                          | Martinica                                                               | 1 – 1                                                                   | Honduras                                                                | CONCACAF Nations League 2019-2020 - 2º turno                            | -                                                                       | 73’                                                                     |
| Totale                                                                  |                                                                         | Presenze                                                                | 4                                                                       |                                                                         | Reti                                                                    | 0                                                                       |                                                                         |